# Ромил Светогорски
Преподобни Ромил Светогорски, познат и као Ромил Раванички, је православни српски светитељ.
Ромило Синаит је рођен као Рајко у Видину, у првој половини 14. века. Био је ученик Светог Григорија Синаита.
Замонашио се у Трновском манастиру. Приликом узимања монашке "мале схиме" назван је са Роман, а после "велике схиме" доби име Ромил. Подвизавао се у неколико манастира. Прво је то било у "Пароријској пустињи" близу Скопља са Григоријем Синаитом. У Раваници (у Србији) заједно са њим био је и Константин Цамблак. Било је то у време кнеза Лазара Хребељановића.
Провео је неко време на Светој Гори. Након убиства деспота Угљеше, напустио је Свету Гору и отишао у место, звано Авлона. Након тога са својим ученицима је дошао у Србију, у место звано Раваница, где се настанио се у близини манастира Раваница.
Ту је преподобни монах и умро око 1375. године, а у "мушкој цркви" (лађи) манастирског храма налазиле су се његове мошти. Касније се налазе у југоисточном делу припрате, поред Лазаревих.
Житије Ромилово саставио је на грчком језику његов ученик, монах Григорије (прозван "Синаит" у 17. веку) "доброписац" 1376–1377. године на Светој Гори. За потребе раваничког манастира у јесен 1390–1391. године преведено је на српски језик.
Код манастира Раванице је постојала "Ромилова пећина", оштећена приликом градње пута.
Српска православна црква слави га 16. јануара по црквеном, а 29. јануара по грегоријанском календару.